# Port St. Johns
Port St. Johns est une municipalité locale située dans le district d'OR Tambo, dans la province du Cap oriental, en Afrique du Sud. En 2011, sa population est de 156 136 habitants.

## Source
- (en) Cet article est partiellement ou en totalité issu de l’article de Wikipédia en anglais intitulé « Port St. Johns Local Municipality » (voir la liste des auteurs).